# 萊克蘭 (喬治亞州)
萊克蘭（英語：Lakeland）是一個位於美國喬治亞州拉尼爾縣的城市。根據2010年美國人口普查，該地人口為3366人，而該地的面積約為8.10平方千米。同時該地也是拉尼爾縣的縣治。

## 地理
萊克蘭的座標為31°02′21″N 83°04′13″W / 31.03917°N 83.07028°W，而該地的平均海拔高度為61米（即200英尺）。